# La Chatte métamorphosée en femme

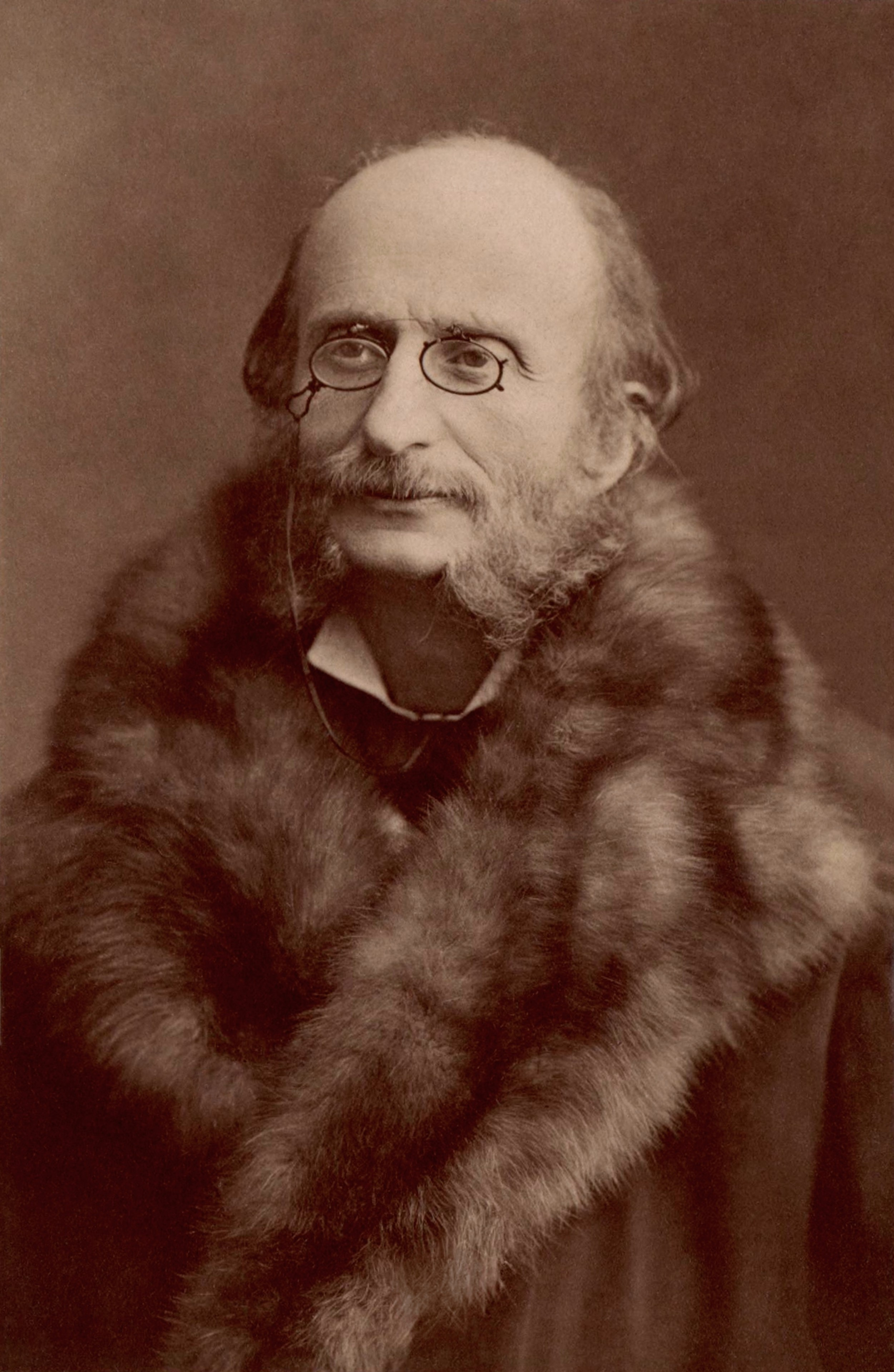
Jacques Offenbach

La Chatte métamorphosée en femme är en operett (opéra comique) i en akt med musik av Jacques Offenbach och libretto av Eugene Scribe och Mélesville.

## Historia
La Chatte métamorphosée en femme framfördes första gången den 19 april 1858 på Théâtre des Bouffes-Parisiens i Paris och fanns på teaterns repertoar under en längre tid. 1986 sattes den upp på 'Carpentras Festival', och 2008 på "Théâtre de Cornouaille" i Quimper och "Opéra de Rennes".

## Personer
| Roller                                 | Röststämma  | Premiärbesättning 19 april 1858. (Dirigent: Jacques Offenbach) |
| -------------------------------------- | ----------- | -------------------------------------------------------------- |
| Guido, son till en köpman från Trieste | tenor       | Tayau                                                          |
| Marianne, en änka, hans hushållerska   | mezzosopran | Marguerite Macé                                                |
| Minette, Guidos katt                   | sopran      | Lise Tautin                                                    |
| Dig-Dig                                | baryton     | Désiré                                                         |

## Handling
Guidos hus i Biberach, Schwaben.
Den vackre ungkarlen Guido har övergivits alla sina vänner eftersom han förlorat alla sina pengar och allt som återstår av hans hushåll är katten Minette, som guvernörens kock har erbjudit tre floriner för. Hushållerskan Marianne sitter vid bordet och stickar. Guido kommer in och Marianne undrar varför han inte har bett sin rike farbror om hjälp. Guido förbjuder henne att nämna hans namn: det var han som ruinerade Guidos fader, och de skulle ändå tvingas be hans betjänt Schalgg. Guido förkastar även detta förslag men Marianne föreslår att hans charmerande kusin kunde hjälpa honom. När Guido blir ensam förklarar han sin kärlek för sin "stackars lilla Minom".
Just då kommer en främling in genom dörren, förklädd till indian; det är Dig-Dig. Han förklarar att Guidos far hade gjort affärer med indianska köpmän och han visar fram en börs med 100 floriner som tillhör Guidos far. Guido tar börsen och lägger den i en låda. Dig-Dig säger att han är från Kandahar i Kashmir och att han har besökt Frankrike och Paris där han lärde sig dans, astronomi och trolleri. Dig-Dig berättar för Guido att hans katt i själv verket är en mycket vacker och listig ung flicka, och att han ska trolla tillbaka varelsen med hjälp av en amulett (som kostar 200 floriner). Efter en bön till Brahma lyfts draperiet i bakgrunden och där ligger Minette i form av en vacker kvinna klädd i vitt. Guido blir häpen då Minette presenterar sig för honom.
Marianne återvänder och säger att för att kunna köpa mat har hon gått med på att sälja katten; hon blir förvånad över att se en kvinna i Guidos rum. Han förklarar hastigt att hon är dottern till en av faderns gamla vänner, som just har återvänt till England. Guido tillägger att guvernörens son kom och hämta katten - om han kan hitta henne... under samtalet börjar Minette bete sig mer och mer som en katt.
Guido oroar sig över detta och börjar ångra bytet. De börjar gräla och Minette gör en ansats att hoppa genom fönstret. Guido rusar ut på gatan. Marianne är trött på allt bråk och vill sluta, efter att ha hittat den riktiga katten i städskåpet. Minette berättar allt för henne och efter en stund kommer Guido utan att ha hittat katten. Han frågar "var är hon?" varpå Minette svarar "här är jag" och gör ett försök att smita. Guido ber Marianne stoppa henne, men hon låtsas inte höra.
Dig-Dig kommer in, men han verkar också döv. Guido går till lådan för att hämta amuletten, men i stället hoppar den vita katten ut. Marianne och Dig-Dig avslöjar allt: Dig-Dig är Guidos rike farbrors betjänt och Minette är den kusin som Guido önskar gifta sig med. När Guido inser sina riktiga känslor sjunger alla en finalkör och ridån går ned till orden "Mjaou".